# Wohnhausbrand in Ludwigshafen am Rhein

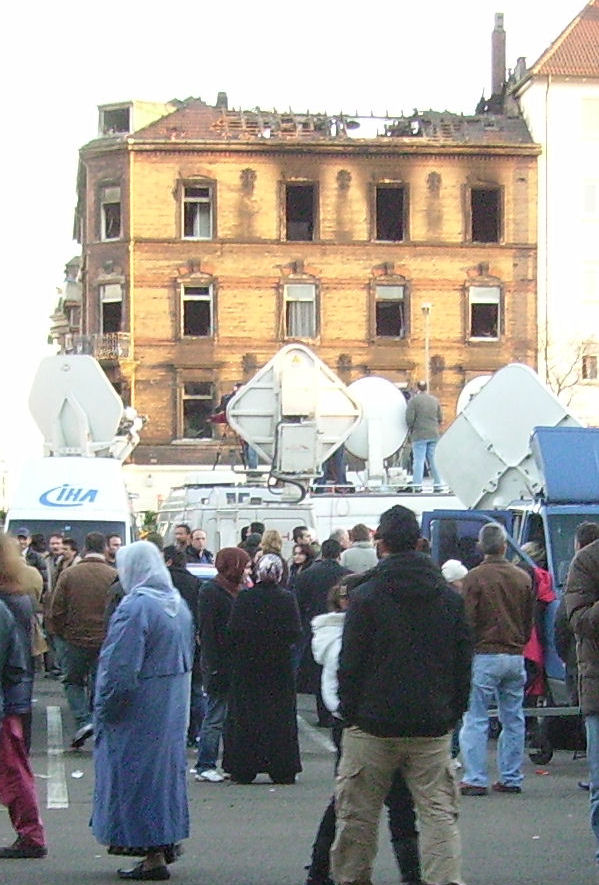
Zwei Tage nach dem Brand

Beim Wohnhausbrand in Ludwigshafen am Rhein am 3. Februar 2008 starben neun Menschen türkischer Herkunft, darunter fünf Kinder und vier Frauen. Sechzig Personen wurden verletzt, einige davon schwer. Das rund 100 Jahre alte Gebäude Berliner Straße 57 (in unmittelbarer Nähe zum Danziger Platz) wurde weitgehend zerstört und im August 2009 abgerissen.
Der Hausbrand war das größte Brandereignis in Ludwigshafen seit dem Zweiten Weltkrieg. Es wurde auch international beachtet. Wegen mehrerer tödlicher Brandanschläge auf Türken in Deutschland, verschiedener Zeugenaussagen und lokaler Indizien wurde auch in diesem Fall ein rassistischer Brandanschlag vermutet. Die Ermittler fanden keine Hinweise darauf und konnten die Brandursache nicht aufklären.

## Verlauf

Einige Tage nach dem Brand

Um etwa 15:50 Uhr an jenem Tag endete der Fastnachtsumzug in der Stadt Ludwigshafen, der auch am Danziger Platz vorbeigeführt hatte. Mehrere türkischstämmige Familien bewohnten das dreistöckige Eckhaus Berliner Straße 57, zusätzlich hielten sich Besucher wegen des Umzugs dort auf. Um 16:21 Uhr ging der erste Notruf zu dem Brand ein. Insgesamt erhielt die Feuerwehr Ludwigshafen nur sieben Notrufe zu diesem Großbrand, obwohl tausende Fastnachtbesucher vor Ort waren und Handybilder vom Brand im Internet verbreiteten.
Nach Angaben des Einsatzleiters Stefan Bruck kamen die ersten Feuerwehrleute vom Fastnachtsumzug schon 90 Sekunden nach dem ersten Notruf zum Haus. In wenigen Minuten waren demnach 65 Helfer dort und retteten mit zwei Drehleitern und mehreren mobilen Leitern 47 Personen aus dem Haus. Um 16:25 Uhr kam der erste Krankenwagen und fuhr nahe an das Gebäude heran, um Menschen über das Pkw-Dach aus dem ersten Stock des Hauses zu retten. Ab 16:27 Uhr trafen Feuerwehrzüge ein und retteten weitere Personen aus den oberen Stockwerken. Bis dahin stand schon das ganze Haus mit dem Dachstuhl in Flammen. Das Treppenhaus brach um etwa 16:30 Uhr zusammen, so dass die Feuerwehr sich aus dem Gebäude zurückziehen musste. Im weiteren Verlauf kamen bis zu 500 Einsatzkräfte hinzu. Sie vermieden eine direkte Brandbekämpfung mit Wasser oder Löschschaum, um noch im Gebäude befindliche Menschen nicht zu verbrühen. Angehörige, die Hausbewohner retten wollten, mussten vom Eindringen in das brennende Haus abgehalten werden.
Vom dritten Stock aus ließ der gelähmte Rollstuhlfahrer Kamil Kaplan seinen wenige Monate alten Neffen Onur absichtlich nach unten fallen, wo der Polizeibeamte Uwe Reuber ihn mit seiner Jacke auffing. Onur blieb unverletzt; seine Eltern überlebten ebenfalls. Ein Foto des fallenden Babys wurde zum weithin bekannten Symbol des Ereignisses. Mehrere Personen sprangen in Panik gleichzeitig in ein Auffangluftkissen. Weil es nach jedem Sprung 15 Sekunden bis zum Wiederaufblasen gebraucht hätte, verletzten sich einige dabei. Eine Frau sprang neben das Kissen und erlag später ihren Verletzungen. Kamil Kaplans Bruder Cevdet brach sich beim Aufprall die Wirbelsäule und ist seitdem gelähmt. Cevdets Mutter Medine, seine Frau Döne und seine Söhne Kamil und Kenan Kaplan starben bei dem Brand. Kamil Kaplans Ehefrau Hülya rettete ihren gehbehinderten Mann und kehrte dann in das brennende Haus zurück, um auch ihre beiden Töchter Dilara und Karanfil zu retten. Alle drei starben. Die Feuerwehr musste die Leichen aus dem einsturzgefährdeten Brandhaus bergen. Alle acht im Haus geborgenen Toten waren an Rauchvergiftung gestorben.
Wegen der Einsturzgefahr konnten das Haus, die rasche Ausbreitung des Brandes und die Brandursache zunächst nicht untersucht werden. Man rechnete anfangs mit weiteren Toten. Noch um 17:30 Uhr wurden zwei Kinder lebend im Gebäude gefunden, die sich hinter einer Couch vor dem Feuer geschützt hatten. 40 Verletzte wurden in einer nahen Turnhalle, 20 weitere in Krankenhäusern medizinisch versorgt. Drei Schwerverletzte befanden sich bis zum Abend außer Lebensgefahr. Weitere Veranstaltungen zur Fastnacht in Ludwigshafen wurden abgesagt.

## Die Todesopfer
Die neun beim Brand gestorbenen Personen waren:
- Ilyas Calar, zwei Jahre alt;
- Kennan Kaplan, zwei;
- Kamil Kaplan, drei;
- Karanfil Kaplan, vier;
- Dilara Kaplan, elf;
- Döne Kaplan, 21;
- Hülya Kaplan,	31;
- Medine Kaplan, 48;
- Belma Özkapli, 22.[6]

Die meisten Toten gehörten zur Familie Kaplan, die wegen eines Kindergeburtstags mit Verwandten im Haus versammelt war.
Die Toten wurden am 11. Februar 2008 in Gaziantep in der Türkei beigesetzt, woher die Familien stammten. Die Angehörigen wollten keine Gedenktafel am Danziger Platz. Bis heute erinnert dort nichts an die Toten.

## Ermittlungen
Die Staatsanwaltschaft Frankenthal unter Oberstaatsanwalt Lothar Liebig übernahm die Ermittlungen, unterstützt vom Landeskriminalamt Rheinland-Pfalz (LKA) und vier Brandermittlern, die die Regierung der Türkei nach Deutschland entsandte. Ein Team von 80 Beamten unter dem Kriminalpolizeichef Eberhard Weber ermittelte zur Brandursache.
Einige Spuren lösten Gerüchte zu einer möglichen Brandstiftung aus. An die Hausfassade hatte jemand irgendwann vor dem Brand zweimal das Graffiti „Hass“ (mit großgeschriebenem Doppel-S in Form einer SS-Rune) gesprüht. Die Umgebung des Danziger Platzes war mit vielen rechtsextremen Propaganda-Aufklebern an Laternenmasten, Regenrinnen und Stromkästen beklebt. Der Neonazi-Führer Matthias H. wohnte in unmittelbarer Nachbarschaft des Hauses. In dessen Erdgeschoss hatte sich in den 1990er Jahren das von Skinheads besuchte Lokal „Crazy Corner“ befunden. Später zogen türkische Gaststätten und Kulturvereine dort ein. Im August 2006 wurden zwei Molotowcocktails durch Fenster des türkischen Lokals im Erdgeschoss in das Gebäude geschleudert. Täter wurden nicht gefunden, das Verfahren wurde eingestellt. Die Polizei wollte diesen Fall von 2006 in ihre aktuellen Ermittlungen von 2008 einbeziehen.
Eine der Familien, die im Haus gewohnt hatte, berichtete dem Vorsitzenden der Türkischen Gemeinde Rheinland-Pfalz Bayram Türkoğlu, sie habe drei Tage vor dem Brand einen Drohanruf erhalten. Auch die türkische Zeitung Zaman berichtete von fremdenfeindlichen Drohungen gegen Hausbewohner vor dem Brand. Zudem sei ein türkenfeindlicher Spruch in der Nähe des Hauses an eine Wand gesprüht worden. Dies bestätigten weitere Berichte türkischer Zeitungen. Eine Nachbarin sagte Journalisten, eine Polizeistreife habe die ganze Zeit vor dem Haus gestanden: „Da konnte doch gar keiner rein, ohne gesehen zu werden.“
Zwei etwa achtjährige, miteinander befreundete Mädchen sagten nach ihrer Rettung aus dem Haus übereinstimmend zuerst im Krankenhaus, dann gegenüber Journalisten: Sie hätten einen Mann im Hauseingang beobachtet. Er habe schwarze Kleidung getragen und ausgesehen wie ein Deutscher, nicht wie ein Türke. Er habe mit einem Feuerzeug, Papier, einem Stück Holz und einer Flasche im Treppenhaus gestanden, das Papier angezündet und hingeworfen. Das Treppenhaus habe sofort angefangen zu brennen. Daraufhin seien sie die Treppe hoch geflohen. Laut einem Mädchen sagte der Mann nichts, das andere hörte ihn „wer wohnt da?“ fragen. Am 5. Februar 2008 wiederholten die beiden ihre Aussagen gegenüber Bayram Türkoğlu, der sie der Polizei mitteilte. Danach befragte die Polizei die Mädchen im Beisein von Eltern, Psychologen und Dolmetschern. Die Polizei wollte aus ihren Beobachtungen ein Phantombild des Mannes erstellen, sobald die traumatisierten Mädchen dazu in der Lage sein würden.
Am 22. Februar 2008 berichtete der Südwestrundfunk (SWR), laut Ermittlern hätten die beiden Mädchen ihre Aussagen nacheinander zurückgezogen. Staatsanwalt Lothar Liebig bestätigte dies nicht, erklärte aber, sonst habe niemand direkt eine Brandstiftung bezeugt. Ein Psychologe solle die Aussagen der Mädchen bewerten. Der Vater eines der Mädchen widersprach dem SWR-Bericht in einem Interview: Sie hätten beide ihre Aussage nicht zurückgezogen. Laut dem Historiker Harry Waibel brachten psychologische Gutachter die beiden Mädchen dazu, ihre Aussagen zurückzuziehen.
Während der Ermittlungen erhielt die Tageszeitung Mannheimer Morgen einen Brief einer bis dahin unbekannten Gruppe „Deutscher Widerstand“: Türken hätten in Deutschland kein Aufenthaltsrecht, darum hätten die Absender dieses Haus „abgefackelt“. Nach einer Analyse erklärten das Bundeskriminalamt (BKA) und das LKA, das vermeintliche Bekennerschreiben stamme von Trittbrettfahrern, die Unruhe zu stiften und eine fremdenfeindliche Stimmung zu schüren versuchten.
Nach Medienberichten vom 28. Februar 2008 bestätigte Staatsanwalt Lothar Liebig am 4. März 2008, vorsätzliche Brandstiftung sei „äußerst unwahrscheinlich“. Man habe keine Spuren von Brandbeschleunigern und keine Hinweise auf Anschlagspläne in der rechtsextremen Szene gefunden. Auch die langsame Brandentwicklung spreche gegen Brandstiftung. Die beiden Mädchen hätten ihre Aussage geändert: Sie hielten fest, dass sie einen Mann im Haus gesehen hätten, der aber kein Feuer gelegt habe. Die Mädchen hätten kein eigenes Fehlverhalten verdecken wollen, seien aber laut einem Psychologen stark traumatisiert. Vermutlich sei das Feuer durch irgendein fahrlässiges Verhalten entstanden. Auch der türkische Ermittler Mehmet Tüzel sah keinen Hinweis auf einen Anschlag, schloss diesen jedoch weiterhin nicht völlig aus. Nach Abreise der türkischen Ermittler sollte eine etwa zehnköpfige Gruppe die Ermittlungen fortsetzen.
Die Ermittler untersuchten elf Container des Brandschutts  und setzten die hölzerne Kellertreppe wieder zusammen, unter der das Feuer laut einem Brandgutachten entstanden war. Nachdem sie mehr als 200 Spuren ausgewertet und 120 Zeugen vernommen hatte, erklärte die Staatsanwaltschaft Frankenthal am 23. Juli 2008: Eine „bislang unbekannte, eng begrenzte Wärmequelle“ habe einen Schwelbrand am Fuß der Kellertreppe ausgelöst. Nach maximal drei Stunden habe Sauerstoffzufuhr durch ein Loch in der Kellertür den Schwelbrand zum offenen Feuer wachsen lassen. Dieses habe sich durch das kaminartige Treppenhaus rasend schnell nach oben ausbreiten können. Ein technischer Defekt, eine vorsätzliche Brandstiftung oder ein Brandanschlag seien „mit an Sicherheit grenzender Wahrscheinlichkeit“ auszuschließen. Ein „bislang nicht geklärtes fahrlässiges Verhalten“ sei als Brandursache anzunehmen. Weil keine weiteren Ansätze vorlägen, stelle man die Ermittlungen ein.
Nach der Entdeckung der Terrorgruppe Nationalsozialistischer Untergrund (NSU) im November 2011 wollte BKA-Präsident Jörg Ziercke den Ludwigshafener Wohnhausbrand neu untersuchen lassen. Die Berliner Zeitung berichtete, nach ihr vorliegenden Dokumenten könnte der Neonazi Malte R. aus Ludwigshafen den Brand von 2008 gelegt haben. Er gehörte zur dortigen Neonazigruppe LuNaRa (Ludwigshafener Nationalisten und Rassisten) und hatte Kontakt zu Ralf Wohlleben, einem Helfer des NSU. Zudem gehörte Malte R. laut Ermittlern zur internationalen Naziorganisation „Hammerskin Nations“ (HSN). Die Bundesanwaltschaft sah keine „zureichend tatsächlichen Anhaltspunkte“ dafür, dass der NSU etwas mit dem Brand in Ludwigshafen zu tun hatte, wollte aber allen Hinweisen nachgehen. Im Januar 2012 fand man auf einer Feindesliste des NSU den Namen des Oberstaatsanwalts Lothar Liebig, der die Ermittlungen zum Wohnhausbrand in Ludwigshafen 2008 geleitet hatte.
Wegen einer Strafanzeige gegen eine bestimmte Person nahm die Staatsanwaltschaft die Ermittlungen zum Brand in Ludwigshafen nochmals auf, stellte sie aber wieder ein, weil sich nach Angaben des Oberstaatsanwalts Hubert Ströber „nichts Belastbares hat nachweisen lassen“. Was den Schwelbrand verursacht hatte, blieb ungeklärt. Im Februar 2023 betonte Hubert Ströber, die Ermittler hätten keine Hinweise auf einen rechtsradikalen Anschlag gefunden, diesen aber auch nicht definitiv ausgeschlossen.

## Folgen

### Türkei
Deutsche und türkische Medien beachteten das Ereignis stark. Nationalistische türkische Boulevardmedien stilisierten den Brand zur Kriegserklärung gegen alle Türken, auch mit NS-Vergleichen. Ein Fernsehsender zeigte eine Deutschlandflagge mit Hakenkreuz vor dem brennenden Haus. Schlagzeilen wie „Nazi-Panik in Deutschland“ (Akşam), „Jetzt verbrennen sie uns wieder“ (Türkiye), „Schlimmer als der Krieg“, „Einer hat gezündet - fünf haben es gesehen“ (beide Hürriyet) schürten Spannungen zwischen Türken und Deutschen. Türkische Boulevardmedien behaupteten auch, Ludwigshafens Feuerwehr habe 20 Minuten bis zum Brandort gebraucht und sei zu spät gekommen. Am 5. Februar 2008 warf ein türkischer Mann in Limburgerhof dies einem Feuerwehrmann vor und schlug ihn. Andere bespuckten Mitarbeiter des Technischen Hilfswerks (THW) bei deren Aufräumarbeiten.

### Ludwigshafen

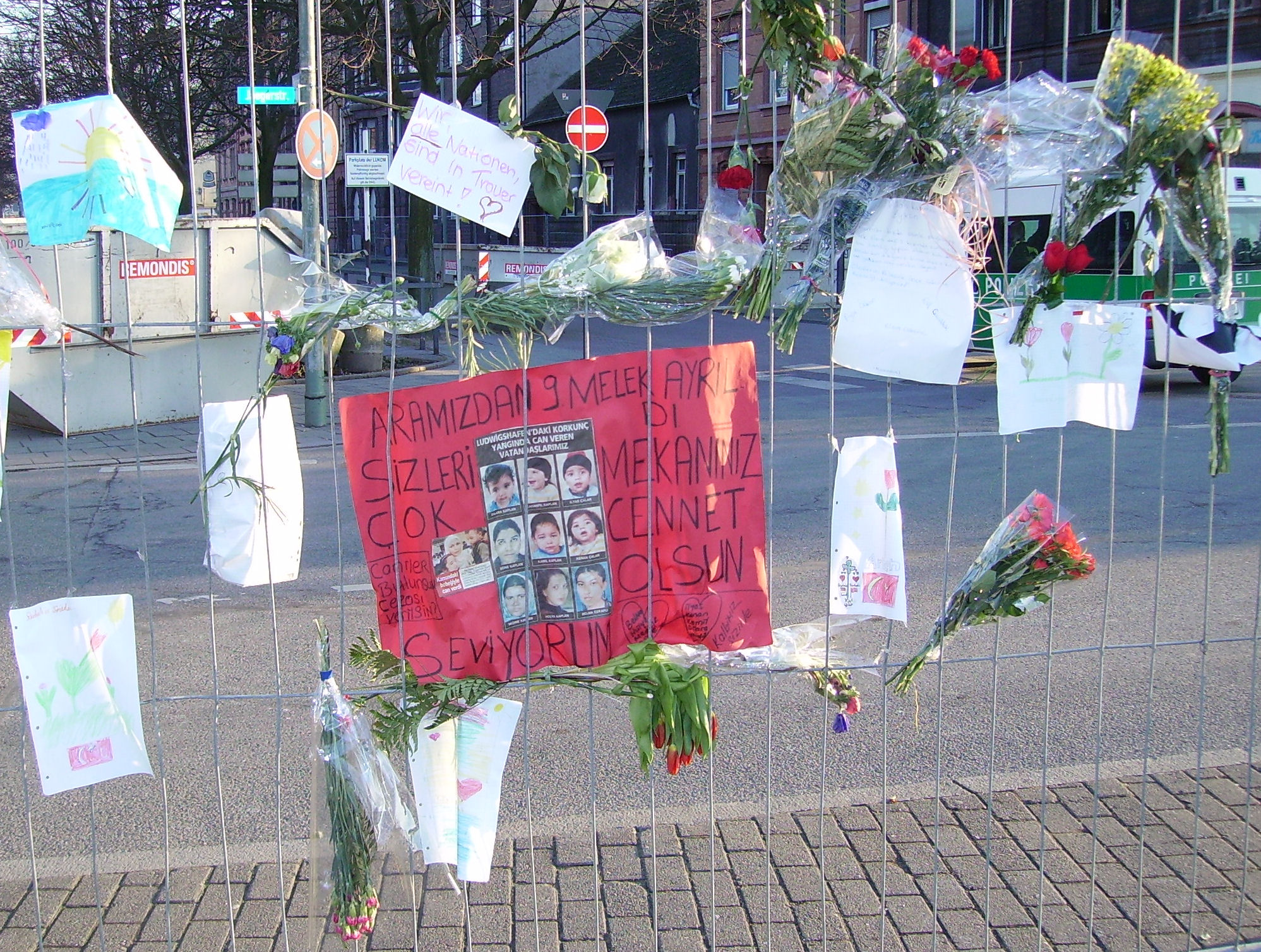
Absperrung vor der Ruine

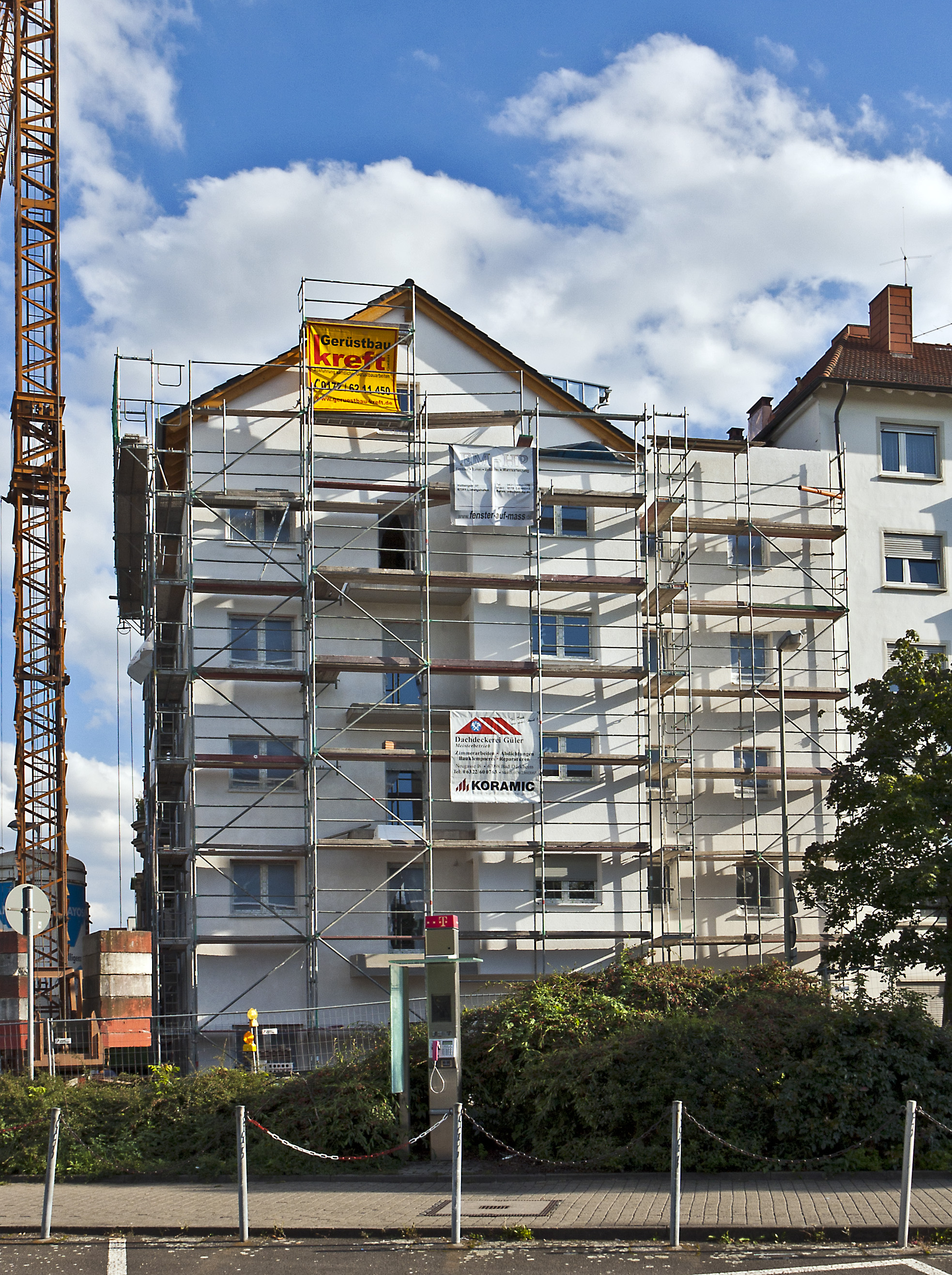
Neubau (September 2010)

Am 6. Februar 2008 belegte Feuerwehrchef Peter Friedrich auf einer Pressekonferenz, dass die Löschzüge vier Minuten nach dem ersten Notruf am Einsatzort eingetroffen waren. Der beteiligte Feuerwehrmann Murat Isik erklärte den Einsatzverlauf auf Türkisch und Deutsch. Seine Ehefrau, die sich in der Türkei aufhielt, übersetzte türkische Zeitungsberichte, so dass Ludwigshafens Feuerwehr Falschangaben darin entgegentreten konnte. Auf Isiks Vorschlag hin bat Oberbürgermeisterin Eva Lohse die türkischen Imame in Ludwigshafen um Hilfe, worauf diese die Besucher ihrer Moscheen zur Besonnenheit aufriefen. Dies sorgte maßgeblich für Entspannung in Ludwigshafen. Murat Isik war damals das einzige türkeistämmige Mitglied der Ludwigshafener Feuerwehr. Er wurde im April 2009 für vorbildliches Verhalten bei dem Brand ausgezeichnet. Auch der Überlebende Kamil Kaplan bat die Türken in Deutschland, die Ermittlungen abzuwarten. Für diese Rede erhielt er im selben Jahr den Genç-Preis für friedliches Miteinander.
Viele Bürger Ludwigshafens trugen sich in ein Kondolenzbuch im Rathaus ein und boten den Überlebenden Wohnraum an. Der SV Waldhof Mannheim und andere Sportvereine boten Benefizspiele an. Noch vor Abschluss der Ermittlungen spendeten Bürger der Stadt rund 157.000 Euro und viele Sachgüter für die Opferfamilien.
Nach der Beisetzung der Toten in Gaziantep schlug dessen Bürgermeister Asım Güzelbey eine Städtepartnerschaft mit Ludwigshafen am Rhein vor. Beide Städte schlossen am 1. April 2009 einen Freundschaftsvertrag, aus dem 2012 die Partnerschaft entstand. Im August 2009 wurde das Haus in der Berliner Straße abgerissen. An derselben Stelle wurde ein neues Mehrfamilienhaus mit den gleichen Maßen gebaut.

### Politik

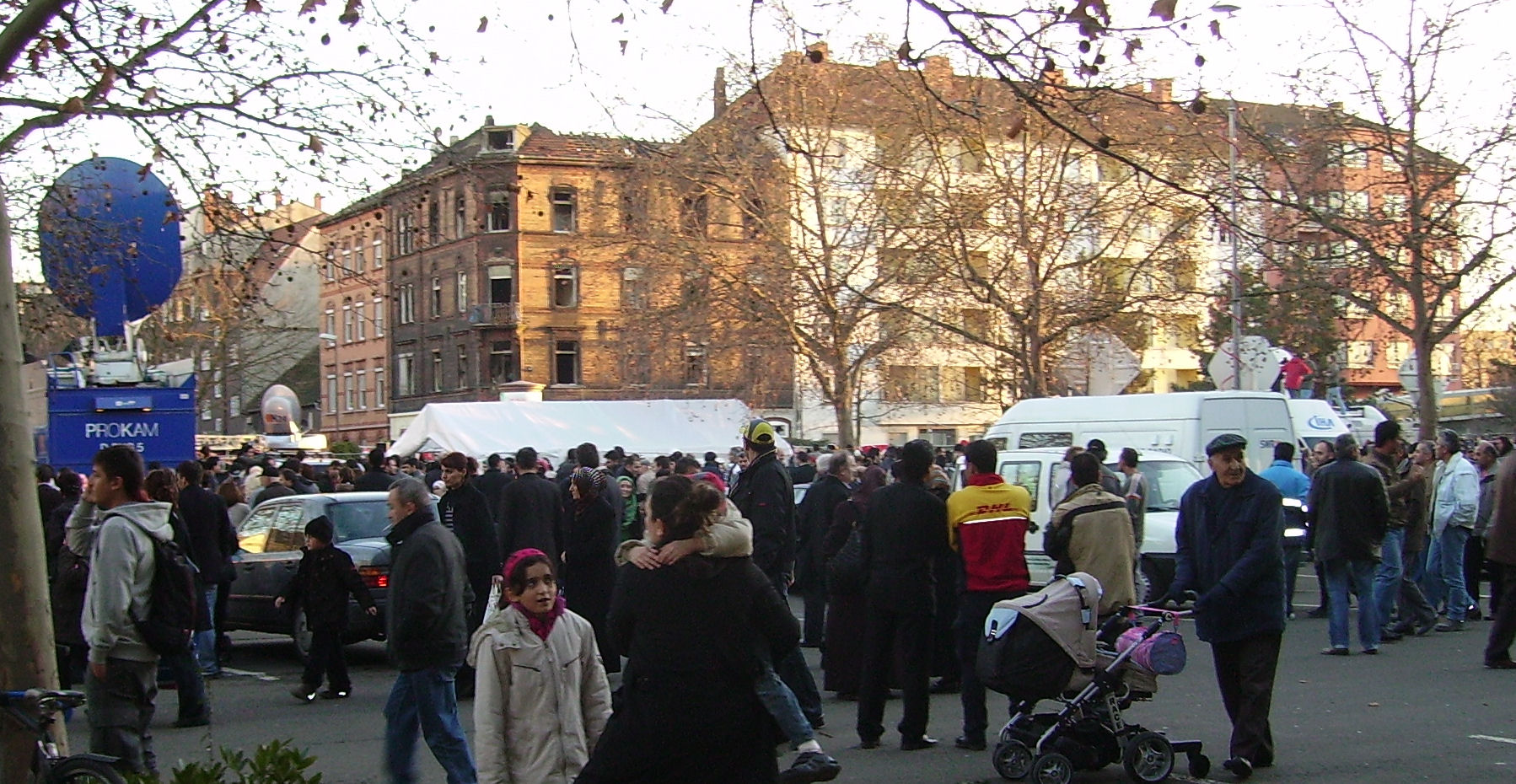
Kurz vor dem Besuch Erdogans

Um die Spannungen abzubauen, besuchten Politiker beider Staaten den Brandort, darunter Martin Stadelmaier (Staatskanzlei Rheinland-Pfalz), Maria Böhmer, die Integrationsbeauftragte des Bundesregierung, und Mustafa Sait Yazıcıoğlu, der für die Auslandstürken zuständige türkische Minister. Sie legten gemeinsam einen Kranz für die Opfer nieder und mahnten ebenfalls, die Ermittlungsergebnisse abzuwarten. Am 7. Februar 2008 besuchten der rheinland-pfälzische Ministerpräsident Kurt Beck und der türkische Ministerpräsident Recep Tayyip Erdoğan den Brandort und sprachen den Trauernden ihr Beileid aus. Erdoğan stellte den deutschen Ermittlern ein Team von vier türkischen Experten zur Verfügung, um eine Situation wie nach dem Lübecker Brandanschlag 1996 zu vermeiden. Am 10. Februar 2008 warnte Erdogan in Köln die Türken in Deutschland vor „Assimilation“: Diese sei ein „Verbrechen gegen die Menschlichkeit“.

### Deutsche Feuerwehren
Der Deutsche Feuerwehrverband kündigte an, „die Integration von Migrantinnen und Migranten in die Feuerwehr voranzutreiben“, um die Kommunikation mit Betroffenen zu verbessern und die Brandschutzerziehung zu stärken. Vertreter der Feuerwehr Ludwigshafens hielten Vorträge über Brandschutz in Moscheen, erhielten von der Berufsfeuerwehr Istanbul türkisches Informationsmaterial und gaben mit der Feuerwehr Mannheim gemeinsam eine Broschüre zum Brandschutz für alle Haushalte beider Städte heraus. Sie versorgten den türkischsprachigen Radiosender Metropol FM in Berlin mit Brandschutzinformationen und warben erfolgreich junge Türkinnen für die Freiwillige Feuerwehr an.

### Brandanschläge
In den ersten 17 Tagen nach dem Brand kam es in Deutschland zu weiteren Bränden in Wohnhäusern, die vornehmlich von Türken bewohnt waren, über die in der türkischen Presse im Zusammenhang mit dem Ludwigshafener Brand in großer Ausführlichkeit berichtet wurde und die in der türkischen Gemeinschaft weiter den starken Verdacht am Leben hielten, es könne sich in Ludwigshafen am Rhein um einen fremdenfeindlichen Anschlag gehandelt haben. So fragte die Cumhuriyet: „Sind die Brände in den meistens von Türken bewohnten 6 Häusern in 17 Tagen ein Zufall?“ Dilek Zaptçıoğlu sprach angesichts eines Dutzends Brände innerhalb von drei Wochen (darunter eindeutige Brandstiftungen) von „systematischen Brandanschlägen gegen Türken“. In der Nacht vom 18. auf den 19. Februar 2007 wurde in Dautphetal bei Marburg (Hessen) an einem von einer türkischen Familie bewohnten Wohnhaus ein Feuer gelegt. Hierbei wurde die Holzfassade der außen am Haus angebrachten Holztreppe beschädigt.